# 花海参属
花海参属（学名：Anthochirus）为沙鸡子科的一个属。

## 下级分类
本属包括以下物种：
- 陆氏花海参 Anthochirus loui Chang, 1948